# Žamberk
Žamberk (niem. Senftenberg) – miasto w północnych Czechach, w kraju pardubickim (powiat Uście nad Orlicą).

## Demografia
| Rok             | 1970  | 1980  | 1991  | 2001  | 2003  |
| --------------- | ----- | ----- | ----- | ----- | ----- |
| Liczba ludności | 4 605 | 5 366 | 5 864 | 6 153 | 6 082 |

Źródło: Czeski Urząd Statystyczny

## Zabytki i obiekty turystyczne
- Synagoga w Žamberku
- Rozálka
- Zamek Žamberk
- ratusz ze starym arsenałem pożarowym
- teatr Prokopa Diviša
- kopiec Karlovice
- kościół pw. św. Wacława
- koszary orlickie
- pomnik Bedřicha Havleny
- pomnik ofiar I wojny światowej
- pomnik ofiar II wojny światowej
- szpital św. Katarzyny
- cmentarz żydowski

## Miasta partnerskie
- Fresagrandinaria
- Miharu
- Nowa Sól
- Püttlingen
- Rice Lake
- Saint-Michel-sur-Orge
- Senftenberg
- Veszprém